# Le Studio de l'inutilité
Le Studio de l'inutilité est un essai de Simon Leys publié en 2012. L'auteur y évoque ses trois passions : la littérature, la Chine et la mer.

## Présentation
Simon Leys a regroupé dans ce livre quelques-unes de ses chroniques sous un titre énigmatique : Le Studio de l'inutilité. Il raconte dans ce livre qu'après avoir étudié à Taiwan, il vit pendant deux ans à Hong Kong, avec trois amis, dans une cahute surnommée le studio de l'inutilité. Cette dénomination a pour origine une calligraphie, accrochée au mur, il y était écrit : « Wu Yong Tang »,  « le studio de l'inutilité » . Il s'agit, selon Simon Leys, d'une allusion à un conte chinois où il est indiqué que « durant leur jeunesse et durant leur période de formation, les talents d’hommes vraiment supérieurs doivent rester cachés ».
Simon Leys évoque la « cécité » des maoïstes français comme Jean-Paul Sartre, Michel Foucault, Roland Barthes, Julia Kristeva, Philippe Sollers, dont la majorité avaient séjourné en « délégation d’intellectuels » invités en Chine en 1974 alors que la Révolution culturelle s’y développait. Sollers expliquera plus tard qu'il s'agissait d'une « erreur de jeunesse ».
Un chapitre du livre est consacré à l'écrivain anglais G.K. Chesterton. C'est le seul texte inédit de l'ouvrage, Simon Leys ayant seulement effectué une communication à la Chesterton Society, en 1997. Le titre du chapitre est Le poète qui dansait avec une centaine de jambes . Simon Leys évoque Victor Segalen, Henri Michaux, Joseph Conrad, Vladimir Nabokov ou encore l'écrivain chinois Liu Xiaobo, auteur de La Philosophie du porc et prix Nobel de la paix en 2010.

## Accueil critique
Pour le critique littéraire Bernard Pivot : « Voici un livre dont la langue parfaite et l’inutilité proclamée sont évidemment très utiles à qui aime lire et réfléchir ». Le journaliste et écrivain Pierre Boncenne considère qu'« il s’agit de la lecture la plus enrichissante, à la fois profonde, brillante et, le cas échéant, délicieuse qui puisse se faire en ce moment non seulement à propos de la Chine mais, aussi, de la littérature ou de la mer. ». Pour la journaliste Juliette Cerf ; « Quarante ans plus tard, Leys n'a rien perdu de son mordant quant au maoïsme mondain, nostalgie gauchiste ».